# Strahlenschutzkommission
Die Strahlenschutzkommission (SSK) wurde 1974 als Beratungsgremium des Bundesministeriums des Innern  gegründet. Sie entstand aus der Fachkommission IV „Strahlenschutz“ der am 26. Januar 1956 konstituierten Deutschen Atomkommission. Die Atomkommission und damit auch die Fachkommissionen bestanden bis 1971. An ihre Stelle traten ab Dezember 1971 vier Fachausschüsse, von denen der Fachausschuss „Strahlenschutz und Sicherheit“ die bisherigen Aufgaben der Fachkommission IV der Atomkommission übernahm. Die Geschäftsstelle befindet sich in Bonn.

## Aufgaben
Nach der Satzung der Strahlenschutzkommission vom 21. Dezember 2009 hat die SSK den Auftrag, das zuständige Bundesministerium (zurzeit das Bundesumweltministerium, BMUKN) in den Angelegenheiten des Schutzes vor den Gefahren ionisierender und nichtionisierender Strahlen zu beraten. Sie kann dazu Ausschüsse und Arbeitsgruppen für besondere Aufgabenbereiche einrichten. Derzeit gibt es sieben Ausschüsse zu den Themen Strahlenrisiko, Strahlenschutz in der Medizin, Radioökologie, Strahlenschutztechnik, Notfallschutz, Nichtionisierende Strahlen, Angewandter Strahlenschutz und Strahlenschutz bei Anlagen.
Durch die Satzungsänderung vom 21. Dezember 2009 wurde mit dem SSK-Krisenstab eine Notfallorganisation der Strahlenschutzkommission geschaffen. Mit dem Inkrafttreten des GKV-Versorgungsstrukturgesetzes am 1. Januar 2012 wurde der Strahlenschutzkommission in den Regelungen des SGB V ein Stellungnahmerecht zu Entscheidungen des Gemeinsamen Bundesausschusses (G-BA) über Richtlinien zu Untersuchungs- und Behandlungsmethoden in der vertragsärztlichen oder stationären Versorgung eingeräumt, sofern es sich um Beschlüsse über Methoden handelt, bei denen radioaktive Stoffe oder ionisierende Strahlung am Menschen angewandt werden.
Die SSK erhält ihre Beratungsaufträge in der Regel vom zuständigen Bundesministerium; sie kann aber auch von sich aus Beratungsthemen aufgreifen. Die Beratungen münden in Empfehlungen und Stellungnahmen, die jeweils in den Ausschüssen und Unterausschüssen vorbereitet werden. Für spezielle Fragestellungen können zudem Ad-hoc-Arbeitsgruppen eingerichtet werden.

## Zusammensetzung
Die Mitgliedschaft ist ein persönliches Ehrenamt. Die Mitglieder sind unabhängig und nicht an Weisungen gebunden. In der Regel besteht die Strahlenschutzkommission aus 14 Experten, die besondere Erfahrungen auf einem der sieben oben genannten Fachgebiete besitzen. Die Mitglieder werden vom zuständigen Bundesministerium gewöhnlich für zwei Jahre berufen. Die Ausschüsse der SSK bestehen insgesamt aus 89 Mitgliedern.

## Vorsitz
Die folgende Liste enthält die bisherigen Vorsitzenden der SSK:
- Wolfgang Jacobi (Oktober 1974 – Oktober 1975)
- Erich Oberhausen (Oktober 1975 – Oktober 1977)
- Dietrich Harder (Oktober 1977 – Oktober 1979)
- Wolfgang Jacobi (Oktober 1979 – Oktober 1980)
- Alexander Kaul (November 1980 – Dezember 1983)
- Christian Streffer (Januar 1984 – Dezember 1985)
- Erich Oberhausen (Januar 1986 – Dezember 1988)
- Albrecht Kellerer (Januar 1989 – Dezember 1990)
- Wolfgang Jacobi (Januar 1991 – Dezember 1992)
- Christian Streffer (Januar 1993 – Dezember 1995)
- Christoph Reiners (Januar 1996 – Dezember 1998)
- –[4]
- Maria Blettner (Juni 1999 – Mai 2001)
- Günther Dietze (Juni 2001 – Dezember 2003)
- Wolfgang-Ulrich Müller (Januar 2004 – Dezember 2007)
- Rolf Michel (Januar 2008 – Dezember 2011)
- Wolfgang-Ulrich Müller (Januar 2012 – Dezember 2015)
- Joachim Breckow (Januar 2016 – Dezember 2019)
- Werner Rühm (Januar 2020 – Dezember 2022)

Die aktuelle Vorsitzende der SSK ist seit Januar 2023 Ursula Nestle.

## Veröffentlichungen
Die Ergebnisse der Beratungen der SSK – Empfehlungen und Stellungnahmen – können vom Bundesumweltministerium im Bundesanzeiger bekanntgemacht werden. Davon unabhängig veröffentlicht die SSK ihre Ergebnisse seit 1985 in der Buchreihe „Veröffentlichungen der Strahlenschutzkommission“, von denen bis jetzt (Stand: 2023) 69 Bände erschienen sind. Einzelne Empfehlungen und Stellungnahmen der SSK sowie aktuelle Ausarbeitungen zu speziellen Fragestellungen, welche einen konkreten, abgeschlossenen Themenbereich umfassen, werden darüber hinaus in der Reihe „Berichte der Strahlenschutzkommission“ publiziert. Hiervon sind aktuell 70 Hefte erschienen. Eine Auswahl von Veröffentlichungen ist auch auf der Homepage der SSK verfügbar. Seit 2012 werden die digital publizierten Empfehlungen und Stellungnahmen bei der Deutschen Nationalbibliothek registriert und erhalten eine URN.